# Piłka wodna na Letnich Igrzyskach Olimpijskich 1936
Piłka wodna na Letnich Igrzyskach Olimpijskich 1936 w Berlinie rozgrywana była w dniach 8 – 15 sierpnia. Rozegrano tylko turniej mężczyzn, w którym udział wzięło 16 drużyn. Złoto przypadło drużynie Węgier, srebro Niemcom (III Rzeszy) a brązowy medal wywalczyła reprezentacja Belgii.

## Wyniki zawodów[2]

### Grupa 1
| Drużyna           | Pkt | Mecze | Zwycięstwa | Remisy | Porażki | + | - |
| ----------------- | --- | ----- | ---------- | ------ | ------- | - | - |
| Belgia            | 5   | 3     | 2          | 1      | 0       | 6 | 4 |
| Holandia          | 4   | 3     | 1          | 2      | 0       | 5 | 4 |
| Stany Zjednoczone | 2   | 3     | 1          | 0      | 2       | 7 | 8 |
| Urugwaj           | 1   | 3     | 0          | 1      | 2       | 2 | 4 |

| 8 sierpnia        |     |                   |
| Belgia            | 1:0 | Urugwaj           |
| Holandia          | 3:2 | Stany Zjednoczone |
| 9 sierpnia        |     |                   |
| Stany Zjednoczone | 2:1 | Urugwaj           |
| Holandia          | 1:1 | Belgia            |
| 10 sierpnia       |     |                   |
| Holandia          | 1:1 | Urugwaj           |
| Belgia            | 4:3 | Stany Zjednoczone |

### Grupa 2
| Drużyna         | Pkt | Mecze | Zwycięstwa | Remisy | Porażki | +  | -  |
| --------------- | --- | ----- | ---------- | ------ | ------- | -- | -- |
| Węgry           | 6   | 3     | 3          | 0      | 0       | 26 | 2  |
| Wielka Brytania | 4   | 3     | 2          | 0      | 1       | 13 | 15 |
| Jugosławia      | 2   | 3     | 1          | 0      | 2       | 11 | 8  |
| Malta           | 0   | 3     | 0          | 0      | 3       | 2  | 27 |

| 8 sierpnia      |      |                 |
| Wielka Brytania | 8:2  | Malta           |
| Węgry           | 4:1  | Jugosławia      |
| 9 sierpnia      |      |                 |
| Węgry           | 12:0 | Malta           |
| Wielka Brytania | 4:3  | Jugosławia      |
| 10 sierpnia     |      |                 |
| Jugosławia      | 7:0  | Malta           |
| Węgry           | 10:1 | Wielka Brytania |

### Grupa 3
| Drużyna        | Pkt | Mecze | Zwycięstwa | Remisy | Porażki | +  | -  |
| -------------- | --- | ----- | ---------- | ------ | ------- | -- | -- |
| III Rzesza     | 6   | 3     | 3          | 0      | 0       | 27 | 3  |
| Francja        | 4   | 3     | 2          | 0      | 1       | 12 | 10 |
| Czechosłowacja | 2   | 3     | 1          | 0      | 2       | 7  | 12 |
| Japonia        | 0   | 3     | 0          | 0      | 3       | 4  | 25 |

| 8 sierpnia     |      |                |
| III Rzesza     | 8:1  | Francja        |
| Czechosłowacja | 4:3  | Japonia        |
| 9 sierpnia     |      |                |
| Francja        | 8:0  | Japonia        |
| III Rzesza     | 6:1  | Czechosłowacja |
| 10 sierpnia    |      |                |
| III Rzesza     | 13:1 | Japonia        |
| Francja        | 3:2  | Czechosłowacja |

### Grupa 4
| Drużyna    | Pkt | Mecze | Zwycięstwa | Remisy | Porażki | +  | -  |
| ---------- | --- | ----- | ---------- | ------ | ------- | -- | -- |
| Austria    | 6   | 3     | 3          | 0      | 0       | 17 | 1  |
| Szwecja    | 4   | 3     | 2          | 0      | 1       | 18 | 2  |
| Szwajcaria | 2   | 3     | 1          | 0      | 2       | 7  | 16 |
| Islandia   | 0   | 3     | 0          | 0      | 3       | 1  | 24 |

| 8 sierpnia  |      |            |
| Szwajcaria  | 7:1  | Islandia   |
| Austria     | 2:1  | Szwecja    |
| 9 sierpnia  |      |            |
| Austria     | 9:0  | Szwajcaria |
| Szwecja     | 11:0 | Islandia   |
| 10 sierpnia |      |            |
| Szwecja     | 6:0  | Szwajcaria |
| Austria     | 6:0  | Islandia   |

### Grupa A
Wyniki meczów rozegranych w fazach grupowych (grupy 1 do 4) zostały umieszczone w kursywie. Mecze w grupie A odbyły się w dniach 11-12 sierpnia.
| Pkt | Drużyna         | Mecze | Zwycięstwa | Remisy | Porażki | +  | -  | Pkt |  | Węgry | Belgia | Holandia | Wielka Brytania |
| --- | --------------- | ----- | ---------- | ------ | ------- | -- | -- | --- |  | ----- | ------ | -------- | --------------- |
| 1.  | Węgry           | 3     | 3          | 0      | 0       | 21 | 1  | 6   |  | X     | 3:0    | 8:0      | 10:1            |
| 2.  | Belgia          | 3     | 1          | 1      | 1       | 4  | 5  | 3   |  | 0:3   | X      | 1:1      | 6:1             |
| 3.  | Holandia        | 3     | 0          | 2      | 1       | 5  | 13 | 2   |  | 0:8   | 1:1    | X        | 4:4             |
| 4.  | Wielka Brytania | 3     | 0          | 1      | 2       | 6  | 20 | 1   |  | 1:10  | 1:6    | 4:4      | X               |

### Grupa B
Wyniki meczów rozegranych w fazach grupowych (grupy 1 do 4) zostały umieszczone w kursywie. Mecze w grupie B odbyły się w dniach 11-12 sierpnia.
| Poz. | Drużyna    | Mecze | Zwycięstwa | Remisy | Porażki | +  | - | Pkt |  | III Rzesza | Francja | Austria | Szwecja |
| ---- | ---------- | ----- | ---------- | ------ | ------- | -- | - | --- |  | ---------- | ------- | ------- | ------- |
| 1.   | III Rzesza | 3     | 3          | 0      | 0       | 15 | 3 | 6   |  | X          | 8:1     | 3:1     | 4:1     |
| 2.   | Francja    | 3     | 2          | 0      | 1       | 7  | 1 | 4   |  | 1:8        | X       | 4:2     | 2:1     |
| 3.   | Austria    | 3     | 1          | 0      | 2       | 5  | 8 | 2   |  | 1:3        | 2:4     | X       | 2:1     |
| 4.   | Szwecja    | 3     | 0          | 0      | 3       | 3  | 8 | 0   |  | 1:4        | 1:2     | 1:2     | X       |

### Grupa o miejsca 5–8
Wyniki meczów z grup A i B zostały umieszczone w kursywie. Mecze w grupie o miejsca 5–8 odbył się w dniach 13-14 sierpnia.
| Poz. | Drużyna         | Mecze | Zwycięstwa | Remisy | Porażki | +  | -  | Pkt |  | Holandia | Austria | Szwecja | Wielka Brytania |
| ---- | --------------- | ----- | ---------- | ------ | ------- | -- | -- | --- |  | -------- | ------- | ------- | --------------- |
| 5.   | Holandia        | 3     | 2          | 1      | 0       | 13 | 11 | 5   |  | X        | 5:4     | 4:3     | 4:4             |
| 6.   | Austria         | 3     | 1          | 1      | 1       | 9  | 9  | 3   |  | 4:5      | X       | 2:1     | 3:3             |
| 7.   | Szwecja         | 3     | 1          | 0      | 2       | 8  | 8  | 2   |  | 3:4      | 1:2     | X       | 4:2             |
| 8.   | Wielka Brytania | 3     | 0          | 2      | 1       | 9  | 11 | 2   |  | 4:4      | 3:3     | 2:4     | X               |

### Grupa o miejsca 1–4
Wyniki meczów z grup A i B zostały umieszczone w kursywie. Mecze w grupie o miejsca 1–4 odbyły się w dniach 14-15 sierpnia.
| Poz. | Drużyna    | Mecze | Zwycięstwa | Remisy | Porażki | +  | -  | Pkt |  | Węgry | III Rzesza | Belgia | Francja |
| ---- | ---------- | ----- | ---------- | ------ | ------- | -- | -- | --- |  | ----- | ---------- | ------ | ------- |
|      | Węgry      | 3     | 2          | 1      | 0       | 10 | 2  | 5   |  | X     | 2:2        | 3:0    | 5:0     |
|      | III Rzesza | 3     | 2          | 1      | 0       | 14 | 4  | 5   |  | 2:2   | X          | 4:1    | 8:1     |
|      | Belgia     | 3     | 1          | 0      | 2       | 4  | 8  | 2   |  | 0:3   | 1:4        | X      | 3:1     |
| 4.   | Francja    | 3     | 0          | 0      | 3       | 2  | 16 | 0   |  | 0:5   | 1:8        | 1:3    | X       |

## Zestawienie końcowe drużyn
| Poz. | Drużyna           |
| ---- | ----------------- |
|      | Węgry             |
|      | III Rzesza        |
|      | Belgia            |
| 4    | Francja           |
| 5    | Holandia          |
| 6    | Austria           |
| 7    | Szwecja           |
| 8    | Wielka Brytania   |
| 9    | Stany Zjednoczone |
| 9    | Jugosławia        |
| 9    | Czechosłowacja    |
| 9    | Szwajcaria        |
| 13   | Urugwaj           |
| 13   | Malta             |
| 13   | Japonia           |
| 13   | Islandia          |

## Medaliści
| | | |
| Węgry György Bródy · Kálmán Hazai · Márton Homonnai · Olivér Halassy · Jenő Brandi · Mihály Bozsi · János Németh · István Molnár · György Kutasi · Sándor Tarics · Miklós Sárkány | III Rzesza Paul Klingenburg · Bernhard Baier · Fritz Gunst · Gustav Schürger · Josef Hauser · Alfred Kienzle · Hans Schulze · Helmuth Schwenn · Hans Schneider · Heinrich Krug · Fritz Stolze | Belgia Henri Disy · Pierre Coppieters · Albert Castelyns · Gérard Blitz · Fernand Isselé · Joseph De Combe · Henri Stoelen · Henri De Pauw · Edmond Michiels |